# Розмарі Девітт
Розмарі Бреддок Девітт (англ. Rosemarie Braddock DeWitt; нар. 26 жовтня 1971) — американська актриса.
Зіграла роль Емілі Леман у телесеріалі Fox «Протистояння» (2006—2007), в якому також брав участь її майбутній чоловік Рон Лівінгстон, а також Шармен Крейн - у «Чотирьох життях Тари». Вона також була заголовною героїнею у фільмі «Рейчел одружується» 2008 року, за що отримала кілька нагород і номінацій за найкращу жіночу роль другого плану. Зіграла роль сестри персонажа Раяна Ґослінґа — Лори Вайлдер — у фільмі «Ла-Ла Ленд», який отримав «Оскар». Вона також знялася у фільмі жахів «Полтергейст» (2015), ремейку однойменного фільму 1982 року.

## Фільмографія

### Кіно
| Рік  | Назва                      | Оригінальна назва             | Роль          |
| ---- | -------------------------- | ----------------------------- | ------------- |
| 2004 |                            | Fresh Cut Grass               | акторка       |
| 2005 |                            | The Great New Wonderful       | Деббі         |
| 2005 | Попелюх                    | Cinderella Man                | Сара Вілсон   |
| 2005 |                            | Buy It Now                    | мама          |
| 2006 |                            | The Wedding Weekend           | Дана          |
| 2006 |                            | Doris                         | Доріс         |
| 2006 |                            | Off the Black                 | Дебра         |
| 2007 |                            | Purple Violets                | Мерф Гемптонс |
| 2008 |                            | Afterschool                   | учителька     |
| 2008 | Рейчел одружується         | Rachel Getting Married        | Рейчел        |
| 2009 |                            | Tenure                        | Бет           |
| 2009 |                            | How I Got Lost                | Леслі         |
| 2010 | У компанії чоловіків       | The Company Men               | Меггі Вокер   |
| 2011 | Головне – не боятися!      | A Little Bit of Heaven        | Рене Блер     |
| 2011 | Сестра твоєї сестри        | Your Sister's Sister          | Ханна         |
| 2011 | Маргарет                   | Margaret                      | пані Марретті |
| 2012 | Дивне життя Тімоті Гріна   | The Odd Life of Timothy Green | Бренда Бест   |
| 2012 | Ніхто не йде               | Nobody Walks                  | Джулі         |
| 2012 | Сусіди на стрьомі          | The Watch                     | Еббі Тротвіґ  |
| 2012 |                            | Promised Land                 | Аліса         |
| 2013 |                            | Touchy Feely                  | Еббі          |
| 2014 |                            | Men, Women & Children         | Гелен Трабі   |
| 2014 | Убити посланця             | Kill the Messenger            | Сьюзен Вебб   |
| 2015 |                            | Digging for Fire              | Лі            |
| 2015 | Полтергейст                | Poltergeist                   | Емі Боуен     |
| 2016 | Ла-Ла Ленд                 | La La Land                    | Лора Вайлдер  |
| 2017 | Солодка Вірджинія          | Sweet Virginia                | Бернадетта    |
| 2018 |                            | Arizona                       | Кессі Фаулер  |
| 2018 |                            | Song of Back and Neck         | Ріган Стернз  |
| 2018 | Річард говорить «Прощавай» | The Professor                 | Вероніка      |
| 2019 |                            | Wyrm                          | Марджі        |
| 2021 |                            | The Same Storm                | Сінді Лемсон  |
| 2022 | Боротьба за спадок         | The Estate                    | Беатріс       |
| 2024 |                            | Out of My Mind                | Діана         |
| 2024 | Усміхайся 2                | Smile 2                       |               |

### Телебачення
| Рік        | Назва                               | Оригінальна назва                 | Роль                  | Примітки               |
| ---------- | ----------------------------------- | --------------------------------- | --------------------- | ---------------------- |
| 2001       | Закон і порядок: Спеціальний корпус | Law & Order: Special Victims Unit | Глорія Пальмера       | 1 епізод               |
| 2003       |                                     | Queens Supreme                    | Рона Геллер           | 1 епізод               |
| 2003       | Секс і місто                        | Sex and the City                  | Ферн                  | 1 епізод               |
| 2005       |                                     | The Commuters                     | Тріша                 | телефільм              |
| 2005       |                                     | Rescue Me                         | Гізер                 | 2 episodes             |
| 2006       |                                     | Love Monkey                       | Еббі Павелл           | 1 епізод               |
| 2006–2007  | Протистояння                        | Standoff                          | Емілі Леман           | 18 епізодів            |
| 2007, 2010 | Божевільні                          | Mad Men                           | Мідж Деніелс          | 7 епізодів             |
| 2009       |                                     | Wainy Days                        | Джун                  | 1 епізод               |
| 2009–2011  | Чотири життя Тари                   | United States of Tara             | Шармен Крейн          | 36 епізодів            |
| 2014       | Олівія Кіттерідж                    | Olive Kitteridge                  | Рейчел Коулсон        | мінісеріал, 2 епізоди  |
| 2016–2017  | Останній магнат                     | The Last Tycoon                   | Роуз Брейді           | 9 епізодів             |
| 2017       | Чорне дзеркало                      | Black Mirror                      | Марі                  | 1 епізод               |
| 2020       | Усюди жевріють пожежі               | Little Fires Everywhere           | Лінда Маккалоу        | головна роль           |
| 2022       | Сходи                               | The Staircase                     | Кендіс Гант Замперіні | мінісеріал, 6 епізодів |
| 2022–2023  | Пантеон                             | Pantheon                          | Елен                  | 16 епізодів, голос     |
| 2023       | І просто так...                     | And Just Like That…               | Кеті                  | 1 епізод               |
| 2023       | Уроки хімії                         | Lessons in Chemistry              | Евері Паркер          | 1 епізод               |
| 2024       | Хлопаки                             | The Boys                          | Мама Г'югі            |                        |

### Театр
| Рік  | Назва                     | Оригінальна назва           | Роль         | Драматург             | Місце постановки                       |
| ---- | ------------------------- | --------------------------- | ------------ | --------------------- | -------------------------------------- |
| 2002 | Людина з масла та яйця    | The Butter and Egg Man      | Джейн Вестон | Джордж Саймон Кауфман | Atlantic Theater Company, Off-Broadway |
| 2004 | Денні і глибоке синє море | Danny and the Deep Blue Sea | Роберта      | Джон Патрік Шенлі     | Second Stage Theatre, Off-Broadway     |
| 2004 | Маленька трагедія         | Small Tragedy               | Фанні        | Крейг Лукас           | Playwrights Horizons, Off-Broadway     |
| 2005 | Купання на мілководді     | Swimming in the Shallows    | Донна        | Адам Бок              | Second Stage Theatre, Off-Broadway     |
| 2010 | Тиждень сім'ї             | Family Week                 | Клер         | Бет Генлі             | Lucille Lortel Theatre, Off-Broadway   |